# صحراء داشتي مارجو

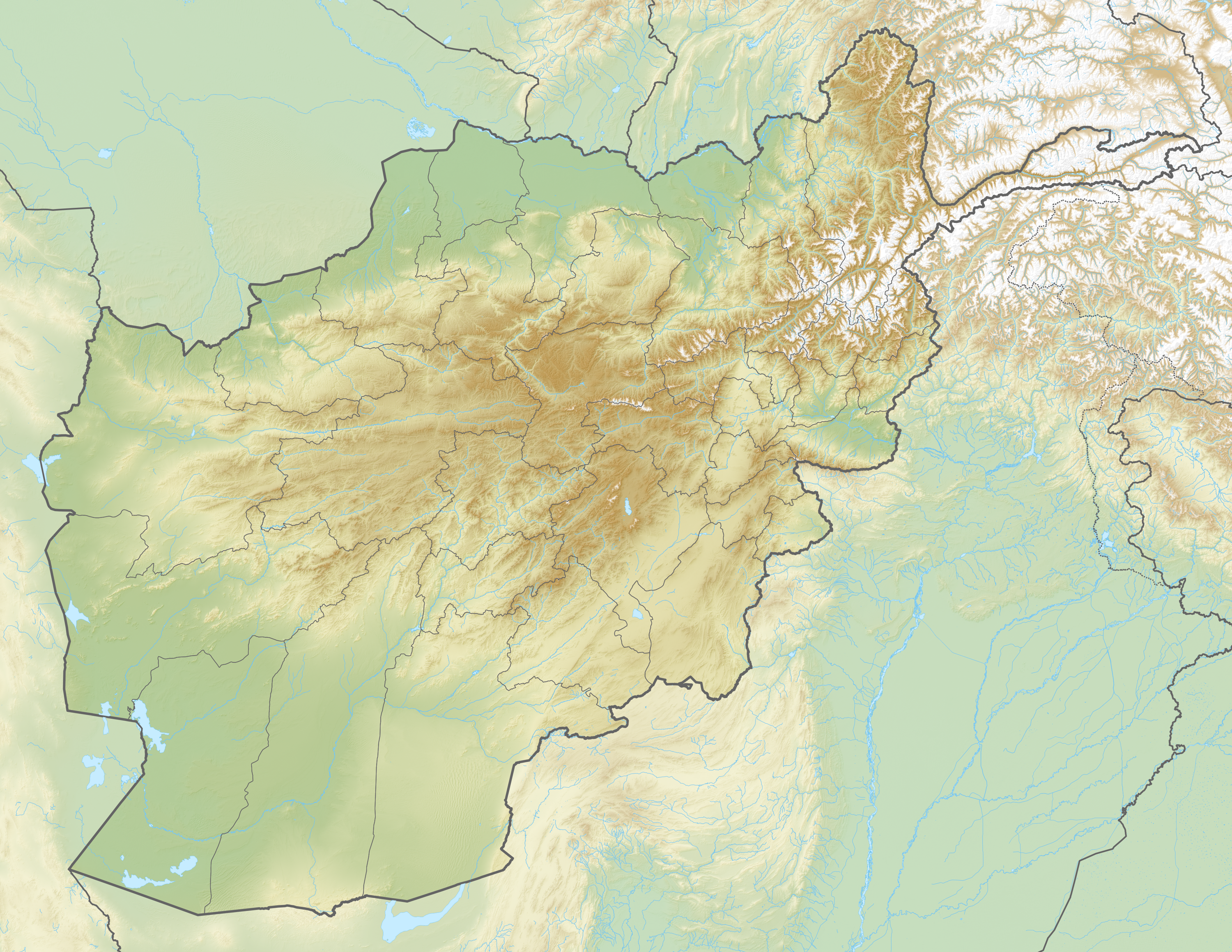

صحراء داشتي مارجو (بالإنجليزية: Dashti Margo ) هي منطقة صحراوية تقع في المحافظات الجنوبية من هلمند ونيمروز في أفغانستان , تقع الصحراء أيضا على تخوم صحراء كاش وصحراء ريغستان، تبلغ مساحة الصحراء حوالي 150,000 كلم2 ، تتكون الصحراء بشكل رئيسي من كثبان الرمال والسهول الصخرية، أما الواحات فتعد نادرة في الصحراء، تعني كلمة داشتي سهل بلغة بشتون , أما كلمة مارجو فهي تعني الموت، وبالتالي يعني اسم الصحراء سهل الموت .
‌